# Lachtan novozélandský
Lachtan novozélandský (Phocarctos hookeri) je ploutvonožec který se páří, rodí a vychovává svá mláďata téměř výhradně na území Nového Zélandu. Je jediným druhem monotypického rodu Phocarctos z čeledě lachtanovitých.

## Výskyt
Rozmnožuje se subantarktických ostrovech jižně od Nového Zélandu, přibližně ze 70 % na Aucklandských ostrovech (hlavně ostrovy Dundas Island, Enderby Island a Figure of Eight Island) a asi ze 30 % na Campbellovych ostrovech. Jen několik kusů se ročně rodí severněji na pobřeží poloostrova Otago na Jižním ostrově Nového Zélandu a jihozápadněji na ostrově Macquarie. Mimo dobu rozmnožování bývají většinou spatřeni okolo svých rodných míst, malé skupinky se občas vyskytnou u břehů Jižního ostrova a jednotlivci až u Severního ostrova Nového Zélandu. Přestože při toulkách za potravou uplavou velké vzdálenosti, nemají pravidelné migrační trasy.

## Popis
Na prvý pohled patrným poznávacím znamením lachtana novozélandského je tupý čenich a krátké vousy. Dospělí samci jsou tmavohnědí až černí a mají bohatou tmavou hřívu sahající jim až po ramena. Samice jsou obecně světlejší, mají srst krémově šedé barvy, kolem ploutví a tlamy mívají tmavší skvrnky. Pohlavní dimorfismus je dán také velikosti, samci dosahují délky 240 až 350 cm a váhy 250 až 400 kg, samice měří od 160 do 200 cm a váží od 100 do 160 kg. Přední ploutve mají lachtani novozélandští velmi silné a používají je k plavání i k pohybu po souši, dokáží je složit pod sebe a nazvednout se na nich. Zadními ploutvemi ve vodě většinou jen kormidlují. Často jsou samice s mláďaty (i teprve 6 týdnů starými) spatřeny odpočívat na pevnině v travnatém nebo keřovitém porostu až ve vzdálenosti 2 km od pobřeží.
Převážná část jejich stravy je tvořena bentickými i pelagickými živočichy, hlavonožci, salpami, korýši, rybami i tučňáky. Ze všech lachtanů se potápějí nejhlouběji, běžně do hloubky 300 m a byli zaznamenáni i 600 m hluboko. Průměrná doba potápění činí asi 4 minuty, bylo zaznamenáno i ponoření po dobu 14,5 minut. Samci byli pozorováni při lovu mláďat jiných nebo vlastního druhu lachtanů. Na podporu trávení polykají četné kameny i nepravidelných tvarů, které zase vyvrhují i s chapadly chobotnic a krunýři korýšů.

## Rozmnožování
Vrhnutí mláďat i jejich výchova probíhá na písečných nebo travnatých mořských pobřežích. V listopadu, téměř o měsíc dříve než samice, připlují k pevnině samci a započnou, do značné míry rituální, souboje o nejvhodnější místo. Po doplutí samic si samci podle úspěšnosti vytvářejí harémy o počtech 8 až 25 samic. Mladší samci se pohybují po okolí a občas se snaží ze střežených stád některou samici "zcizit". Samice zhruba za týden až 10 dnů po příchodu vrhne jediné mládě velké 0,7 až 1 m mající srst světlou nebo čokoládově hnědou se světlejší oblasti okolo hlavy. Jejich průměrná váha činí u samiček 7,2 kg a u samečků 7,9 kg. Samice své potomky pravidelně kojí tučným mlékem, k ostatním samicím a mláďatům se chovají poměrně přátelsky. Samci jsou v této době naopak vůči ostatním dospělým samcům velmi agresivní.
Ve stáří 10 až 14 dnů je samice opouštějí na dva až tři dny, odcházejí za potravou do moře. S přibývajícím věkem se jejich pobyt v moři prodlužuje a tím i přestávky v kojení. Osamocená mláďata se shlukují do skupin, matky po návratu svého potomka poznávají podle hlasu a pachu, někdy nakrmí i cizí hladové mládě což je u ploutvonožců neobvyklé chování. Mláďata začínají plavat a sama se učí hledat potravu již ve věku 2 až 3 týdnů, asi za dva měsíce změní svůj mladistvý šat a po přelínání vypadají barevně jako dospělé samice. Jejich matky je však opatrují a příležitostně kojí po dobu 8 až 12 měsíců. Průměrná úmrtnost mláďat do věku 1 roku je asi 35 %, některá zahynou zalehnutím samců při častých územních sporech nebo jejich kanibalismem. Samci po dobu rozmnožování neodcházejí do moře a stravují nashromážděné tělesné zásoby.
Samice přicházejí do říje za šest až sedm dní po vrhu (od půlky prosince do půlky ledna), páření probíhá na pevnině. Koncem ledna samci odcházejí do moře a harémy se rozpadají. Samice pohlavně dospívají za 3 až 4 roky a samci za 5 let, své stádečko jsou však schopni si vytvořit až ve věku nejméně 8 let. Samice porodí jedno mládě za jeden až dva roky. U samic se předpokládá dožití 18 let a u samců 23 let.

## Ohrožení
Podle IUCN jsou lachtani novozélandští hodnoceni jako ohrožený druh.
Lachtan novozélandský je se svým odhadovaným počtem do 12 000 zvířat řazen mezi druhy ploutvonožců s nejmenším počtem jedinců. Navíc se rozmnožují jen na několika málo místech od sebe nepříliš vzdálených, takže případná ekologická katastrofa i menšího rozsahu (tsunami nebo ropná skvrna) by mohla jejich další existenci tragicky ovlivnit.
V minulosti byla tato zvířata hojně lovena pro kůže a tuk na olej, od roku 1894 jsou chráněna zákonem; přesto se jejich počty nezvyšují. V současnosti jsou ohrožována rybolovem v okolních vodách jednak přímo, kdy bývají lapena do vlečných sítí a jednak nepřímo, kdy jsou jejich obvyklá místa vylovena a samice tak nenacházejí dostatek potravy v době kojení potomků. Jedinými přirozenými nepřáteli lachtanů novozélandských jsou žraloci a kosatky. Dále bývají ohrožováni neidentifikovanými nemocemi, např. v roce 1998 uhynula více než polovina narozených mláďat a téměř pětina dospělých zvířat. V létech 2002 a 2003 následoval další hromadný úhyn zvířat zapříčiněný bakterií Klebsiella pneumoniae způsobující pneumonii.
Jsou nejvzácnějšími a nejohroženějšími lachtany na světě.

## Galerie

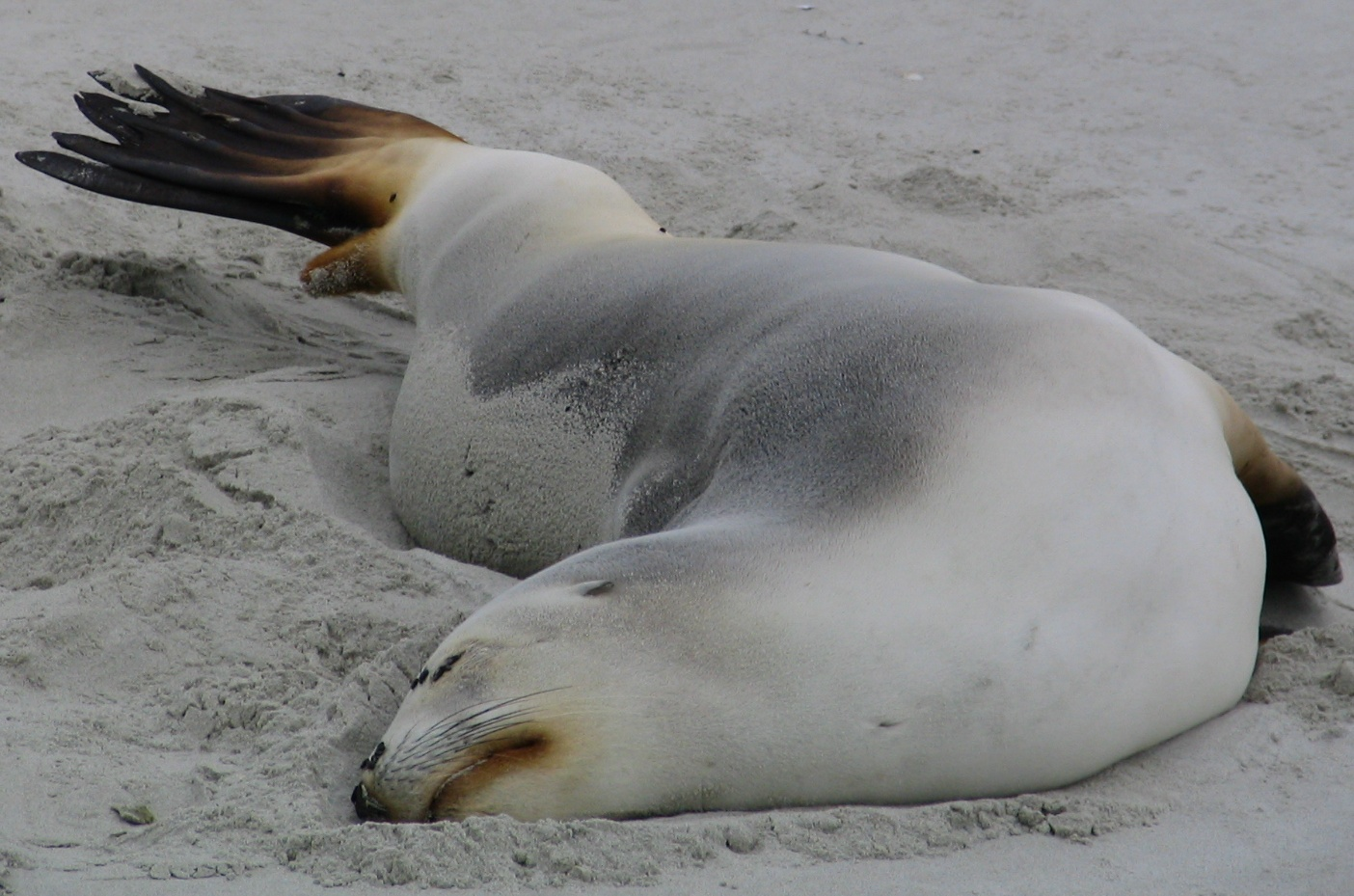
Samice
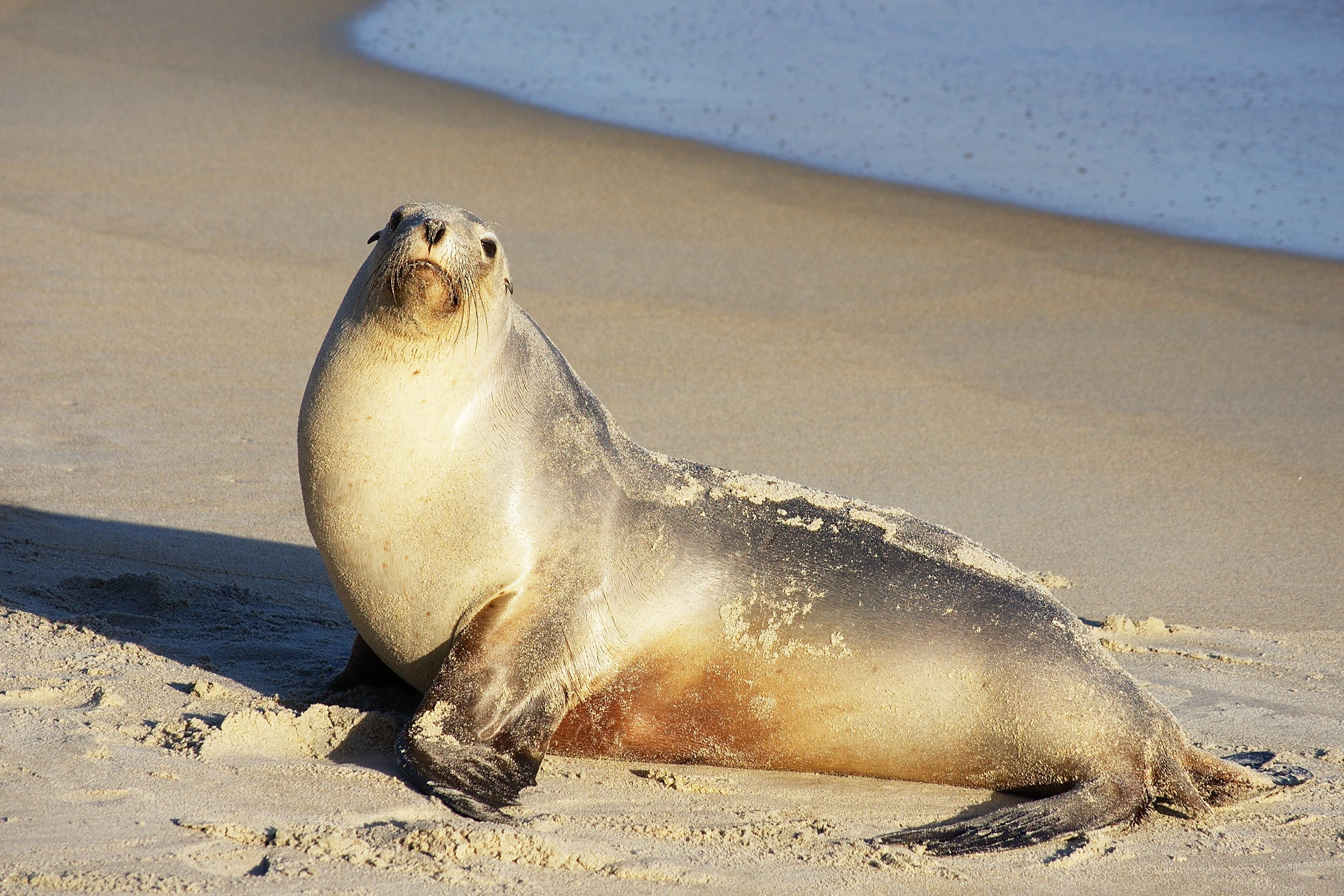
Odrostlejší mládě
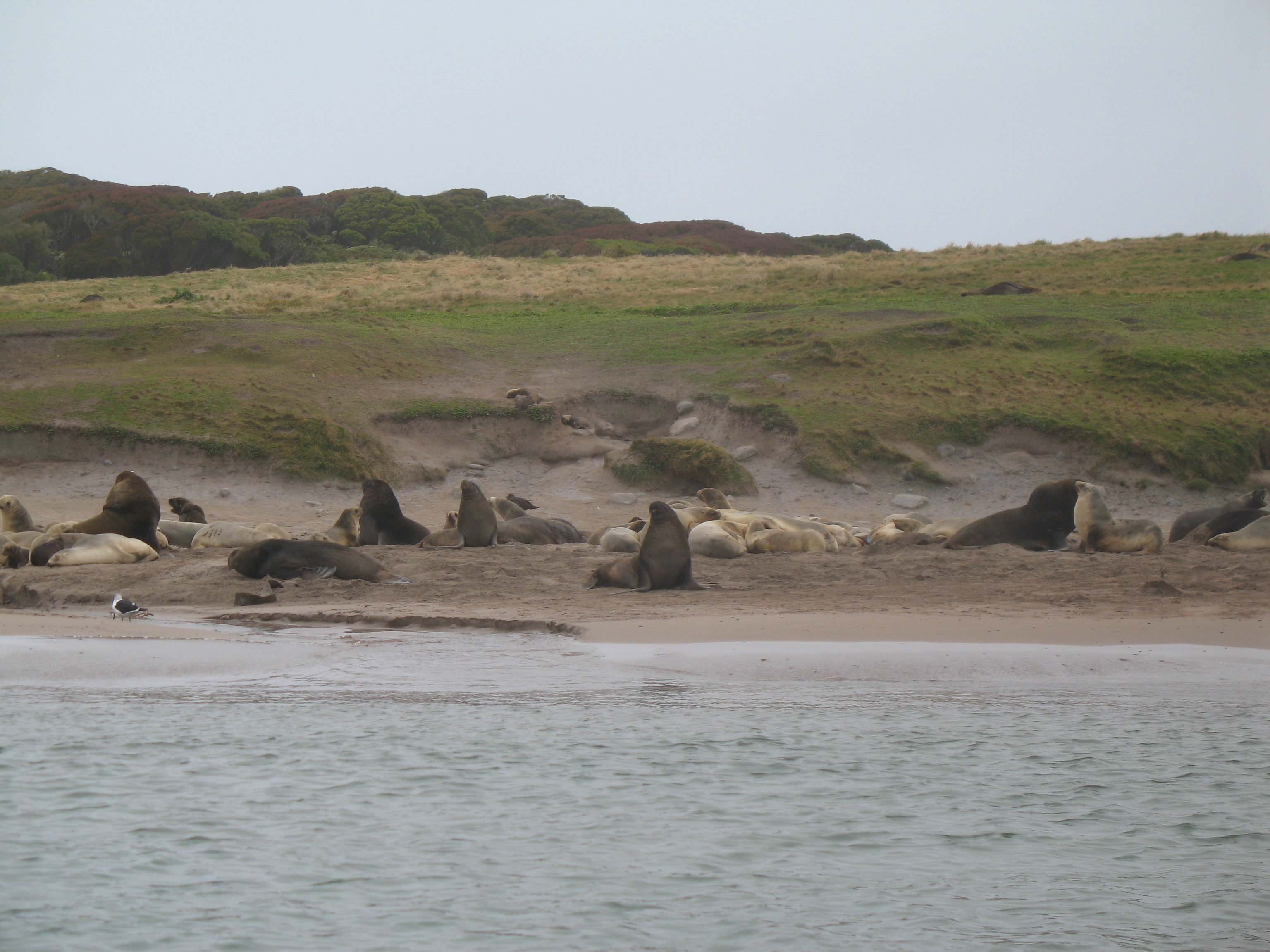
Část rozmnožovací kolonie
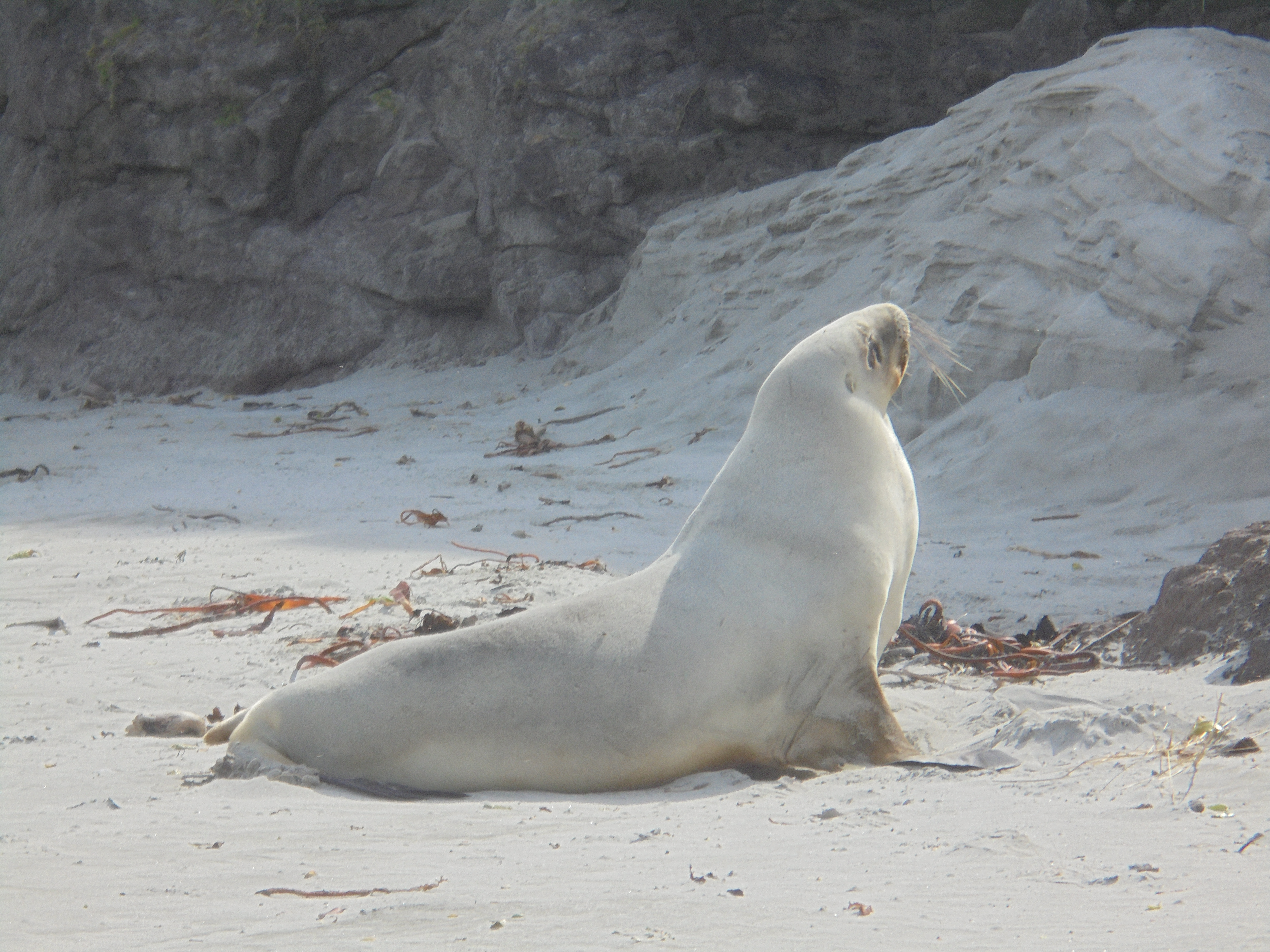
Samice, Smaills Beach, Dunedin